# Lista rezervațiilor naturale din județul Sibiu
Lista rezervațiilor naturale din județul Sibiu cuprinde ariile protejate de interes național (rezervații naturale), aflate pe teritoriul administrativ al județului Sibiu, declarate prin Legea Nr. 5 din 6 martie 2000 (privind aprobarea Planului de amenajare a teritoriului național - Secțiunea a III-a - arii protejate).

## Lista ariilor protejate
| Denumirea ariei protejate                            | Cod       | Localizare           | Categorie IUCN | Tip           | Suprafață (ha) | Observații (foto)       |
| ---------------------------------------------------- | --------- | -------------------- | -------------- | ------------- | -------------- | ----------------------- |
| Canionul Mihăileni                                   | RONPA0717 | Mihăileni            | III            | geologic      | 16             | monument al naturii     |
| Calcarele eocene de la Turnu Roșu - Porcești         | RONPA0713 | Turnu Roșu           | III            | paleontologic | 60             | monument al naturii     |
| Calcarele cu hippuriți de la Cisnădioara             | RONPA0714 | Cisnădioara          | III            | paleontologic | 1              | monument al naturii     |
| Dealul Zackel                                        | RONPA0715 | Sibiu, Slimnic       | IV             | mixt          | 11             |                         |
| Golul Alpin al Munților Făgăraș între Podragu - Suru | RONPA0726 | Arpașu de Jos, Avrig | IV             | mixt          | 6.989,20       |                         |
| Iezărele Cindrelului                                 | RONPA0722 | Gura Râului          | IV             | botanic       | 609,69         |                         |
| Lacul Tătarilor                                      | RONPA0897 | Arpașu de Jos        | IV             | faunistic     | 33             | inființare HG 2151/2004 |
| Lacul fără fund Ocna Sibiului                        | RONPA0712 | Ocna Sibiului        | IV             | geologic      | 0,20           |                         |
| La Grumaji                                           | RONPA0720 | Jina                 | III            | mixt          | 2              | monument al naturii     |
| Masa Jidovului                                       | RONPA0725 | Jina                 | III            | geologic      | 2              | monument al naturii     |
| Parcul Natural Dumbrava Sibiului                     | RONPA0723 | Sibiu                | IV             | mixt          | 933            | rezervație naturală     |
| Parcul Natural Cindrel                               | RONPA0724 | Jina                 | IV             | mixt          | 9.873          | rezervație naturală     |
| Pintenii din Coasta Jinei                            | RONPA0721 | Jina                 | III            | geologic      | 2              | monument al naturii     |
| Șuvara Sașilor                                       | RONPA0716 | Tălmaciu             | IV             | botanic       | 20             |                         |
| Valea Bâlii                                          | RONPA0718 | Cârțișoara           | IV             | mixt          | 180            | Valea Bâlii             |
| Vulcanii noroioși de la Hașag                        | RONPA0719 | Hașag                | III            | geologic      | 1              | monument al naturii     |